# Fomoria empetrifolii
Fomoria empetrifolii is een vlinder uit de familie van de dwergmineermotten (Nepticulidae). De wetenschappelijke naam voor deze soort is voor het eerst voorgesteld als Ectoedemia empetrifolii door de broers Aleš Laštůvka en Zdeněk Laštůvka in een publicatie uit 2000.

## Verspreiding
De soort komt voor in Griekenland.

## Waardplanten
De rups leeft op Hypericum empetrifolium (Hypericaceae).